# Shahrestān di Simorgh
Lo shahrestān di Simorgh (farsi شهرستان سی‌مرغ) è uno dei 20 shahrestān della provincia del Mazandaran, il capoluogo è Kīā Kolā. Lo shahrestān è suddiviso in una circoscrizione (bakhsh): 
- Centrale (بخش مرکزی), con la città di Kīā Kolā